# رحيم أباد (نازلو)
رحيم أباد هي قرية في مقاطعة أرومية، إيران. عدد سكان هذه القرية هو 562 في سنة 2006.